# Concepción (Santa Cruz)
Concepción és una ciutat de Bolívia, capital de la província de Ñuflo de Chávez en el departament de Santa Cruz.

## Patrimoni de la Humanitat
La ciutat és coneguda com a part de les Missions Jesuíticas de Chiquitos, que es va declarar el 1990 Patrimoni de la Humanitat